# Carlos Alexandre Netto
Carlos Alexandre Netto (Porto Alegre, 7 de agosto de 1959) é um pesquisador brasileiro, membro titular da Academia Brasileira de Ciências na área de Ciências Biológicas desde 6 de maio de 2014. É professor da Universidade Federal do Rio Grande do Sul  e foi reitor da mesma instituição de 2008-2016 
Foi condecorado com a comenda da Ordem Nacional do Mérito Científico.
Assinou um manifesto em defesa da soberania nacional e contra as recentes declarações do presidente dos Estados Unidos, Donald Trump, repudiando a tentativa de interferência estrangeira no Judiciário brasileiro e denunciando o caráter político da decisão norte-americana de elevar para 50% a tarifa de importação de produtos brasileiros.